# Hannah Benka-Coker
Pour les articles homonymes, voir Benka et Coker.
Hannah Benka-Coker, née Hannah Luke aux environs de 1903 et morte le 17 juin 1952, est une éducatrice sierraléonaise. Elle est particulièrement connue pour être à l'origine de la création en 1926 de l'école pour jeunes filles de Freetown (FSSG) dont l'objectif pédagogique était de former des « citoyennes responsables ».
Elle est considérée comme l'une des « héroïnes » ayant fait avancer la cause des femmes en Sierra Leone.

## Biographie
Hannah Luke a fait ses études en Angleterre, à l'Institut de Portway. À son retour à Freetown, elle monte un projet de création d'école de filles depuis la maternelle, avec une enseignante de l'école du Mémorial Annie-Walsh (en), Maisie Osora.
En janvier 1926, leur projet se concrétise : pour un coût individuel de droits d'inscription à 25 livres elles ont réussi à recruter dans leur entourage une vingtaine d'élèves et à trouver un local à l'entrée du Parc Victoria, à l'angle des rues Garrison et Gloucester.
Par la suite, Hannah Luke épouse un avocat, monsieur Benka-Coker.
Pendant les premières années, Madame Osora est directrice de l'école et Madame Benka-Coker directrice adjointe.
L'école met la culture africaine au premier plan des disciplines. Autre spécificité, le recrutement ne tient pas compte des identités religieuses ou tribales ; de plus, les élèves sont originaires de toute l'Afrique occidentale, Gambie, Côte-de-l'Or (Ghana actuel) et Nigeria. Les étudiantes étrangères sont donc pensionnaires, le gouverneur ayant donné l'autorisation de récupérer les dortoirs de plusieurs bâtiments militaires inutilisés, sur l'une des collines surplombant la ville.
Quand Madame Osara rentre en Angleterre, c'est Hannah Benka-Coker qui prend la direction de l'école, aidée en cela par Mademoiselle Loftie Hazeley.
L'école connaît une période difficile au début de la Seconde Guerre mondiale, l'armée ayant récupéré ses locaux. Faute de dortoirs, l'effectif des élèves et les rentrées financières diminuent de façon drastique et c'est probablement l'aide matérielle de la mère d'Hannah qui permet de continuer de verser leurs salaires aux enseignants.
Mais petit à petit, le nombre d'élèves augmente à nouveau, grâce à la bonne réputation de l'établissement.
Le projet d'Hannah Benka-Coker est alors de trouver un local permanent pour son école : sa ténacité a finalement gain de cause et elle acquiert dans le quartier de Brookfields un terrain marécageux nommé la « mare aux grenouilles ». La construction des bâtiments est financée par un don du bureau colonial britannique et par des prêts. C'est le gouverneur, Sir George Beresford-Stooke (en), qui préside l'inauguration le 14 avril 1952.
Elle meurt huit semaines après cet événement, le 17 juin 1952.

## Hommages
- Une statue a été érigée en son honneur à Freetown[3],[1].

- La décoration de l'ordre de l'Empire britannique lui a été remise en 1944[4].